# Bernhard Auinger
Bernhard Auinger (* 21. Februar 1982 in Salzburg) ist ein österreichischer Automobilrennfahrer. Er ist der Sohn des Motorradrennfahrers August Auinger.

## Karriere
Auinger begann seine Motorsportkarriere 1997 im Kartsport, in dem er bis 1998 aktiv war. Anschließend wechselte er in den Formelsport und startete mit Unterstützung von Red Bull in der Formel König. Nachdem er 1999 den elften Gesamtrang belegt hatte, gewann er 2000 mit zwei Rennsiegen den Meistertitel dieser Serie. Außerdem gab er sein Debüt in der deutschen Formel-3-Meisterschaft, in der er bei vier Rennen antrat. In den nächsten zwei Jahren lag sein Hauptaugenmerk auf der deutschen Formel-3-Meisterschaft, in der er 2002, nachdem er im Vorjahr 21. der Fahrerwertung geworden war, den achten Gesamtrang belegte. Außerdem nahm er in den beiden Jahren an verschiedenen Formel-3-Rennen teil.
2003 wechselte Auinger in die Formel-3-Euroserie und wurde bei Superfund TME Teamkollege von Sakon Yamamoto. Auinger schaffte es nie auf das Podium, wurde aber dreimal Vierter und belegte am Saisonende den 15. Gesamtrang. Außerdem bestritt der Österreicher in der internationalen Formel-3000-Meisterschaft zwei Rennen für das von Coloni betreute Red Bull Junior Team. Die Möglichkeit ergab sich, als Red Bull einen Ersatzfahrer für seinen Landsmann Patrick Friesacher, der mit einem gebrochenen Arm pausieren musste, benötigte. In der Fahrerwertung der Saison 2003 belegte er den 19. Platz.
2004 wechselte er in die Superfund Euro Formel 3000 zum italienischen Rennstall Euronova Racing. Dabei hatte Auinger, da er nicht mehr von Red Bull gefördert wurde, zunächst nur die finanziellen Mittel, um an den ersten zwei Rennen teilzunehmen. Doch sein Teamchef, der ehemalige Formel-1-Pilot Vincenzo Sospiri schätze den Österreicher als guten Fahrer ein und hielt an ihm fest. Auinger enttäuschte die Erwartungen seines Teamchefs nicht und er entschied das Rennen in Spa-Francorchamps für sich. Am Saisonende belegte er den fünften Platz in der Fahrerwertung. 2005 bestritt er seine zweite Saison in dieser Meisterschaft, die inzwischen italienische Formel 3000 hieß. Für Sighinolfi Autoracing startend konnte er nicht an die Erfolge aus der Vorsaison anknüpfen und belegte am Saisonende nur den 13. Gesamtrang. Dabei musste er zwei Rennen auslassen.
2006 wollte Auinger den Formelsport verlassen und in einer Tourenwagen-Rennserie antreten. Allerdings scheiterte sein Engagement in der DTM, da ein Sponsor abgesprungen war. Anschließend beendete der Österreicher seine Karriere zunächst und kehrte 2008 in den Motorsport zurück, in dem er bei einem Rennen der FIA-GT-Meisterschaft an den Start ging. 2009 gewann er den Meistertitel im österreichischen Suzuki Motorsport Cup.

## Karrierestationen
- 1997–1998: Kartsport
- 1999: Formel König (Platz 11)
- 2000: Formel König (Meister)
- 2001: Deutsche Formel-3-Meisterschaft (Platz 21)
- 2002: Deutsche Formel-3-Meisterschaft (Platz 8)
- 2003: Formel-3-Euroserie (Platz 15), Internationale Formel-3000-Meisterschaft (Platz 19)
- 2004: Superfund Euro Formel 3000 (Platz 5)
- 2005: Italienische Formel 3000 (Platz 13)
- 2008: FIA-GT-Meisterschaft
- 2009: Suzuki Motorsport Cup (Meister)